# 아폴론의 킬릭스
아폴론의 킬릭스(영어: Cylix of Apollo)는 그리스 델포이 고고학 박물관에 소장된 고대 그리스의 도기로, 얕은 그릇의 일종인 킬릭스 (Cylix)에 아폴론 신을 독특하게 묘사한 작품이다. 흰바탕에 적회식으로 그려진 그림으로서 박물관 지하의 무덤에서 출토되었다.
기원전 480년~470년경의 아테네 가마터에서 생산된 것으로, 학계에서는 이것을 그린 화공을 에우프로니오스나 오네시모스로 특정하거나, 피스톡세노스 화공의 도기와 양식이 같다고 본다. 그림 속의 장면은 아테네의 보고 남측벽에 새겨진, 아폴론 찬가의 두번째 구절 '활과 화살로 멀리 조준하고 리라를 훌륭히 연주하는 금발의 피티오스를 노래한다'와 연관이 있다고 보는 시각도 존재한다.

## 세부

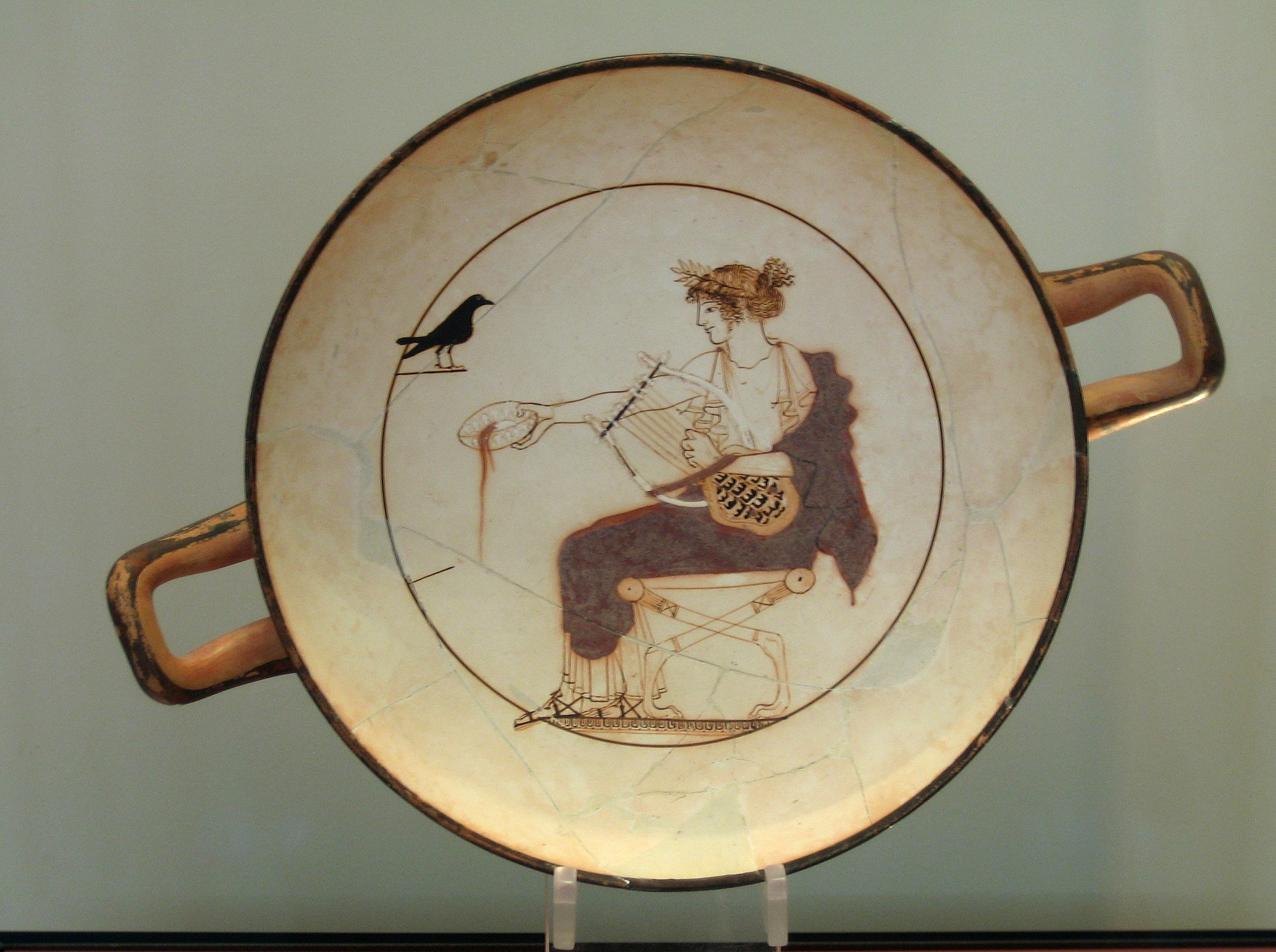
윗쪽에서 본 그릇 전체

킬릭스 안쪽에 아폴론이 그려져 있는 구조로 정교한 머리모양에 월계관을 쓰고 의자에 앉아 있는 모습을 그려냈다. 의자의 발에는 사자머리가 달려 있다. 옷차림으로는 흰색 키톤과 붉은색 히마티온 (망토), 샌들을 신고 있다. 왼손에는 붉은 줄무늬가 달린 7줄의 리라를 들고 있고, 오른손으로는 돋을새김 무늬가 장식된 얕은그릇 (파테라)에서 제례용 술을 따라내고 있다. 아폴론의 맞은편에는 검은 새가 있는데, 이것의 정체에 대해선 신탁의 새라는 설, 본인이 사랑하는 국왕 플레기아스의 딸 코로니스가 결혼한다는 소식을 전하러 온 까마귀라는 설 등 여러 가지 설이 존재한다. 

## 참고 문헌
- Kolonia, R., 2006, 아테네 델포이 고고학 박물관
- Amandry, P., Chamoux, P., 1991, Guide de Delphes: Le musée, pp. 231–233